# Zeynel Abidin
Zeynel Abidin o Zeynel Abidin Cümbüş(Üsküp, Imperi Otomà, 1881 - Istanbul, 1947) fou un lutier turc i l'inventor del cümbüş, un cordòfon, l'any 1929. El nom del nou instrument fou donat per Mustafa Kemal Atatürk, el 14 de gener de 1930. Quan es legislà la "llei de cognoms" a Turquia l'any 1934, Zeynel Abidin acceptà que el nom del seu invent vingués donat pel del seu cognom. Els nets de Zeynel Abidin Cümbüş tenen una companiya amb el nom de "Cümbüş Müzik", a Istanbul, que produeix i exporta cümbüş i altres instruments musicals a tot el món.